# هو ريتشاردز
هو ريتشاردز (بالإنجليزية: Huw Richards)‏ هو لاعب اتحاد الرغبي بريطاني، ولد في 9 أكتوبر 1960 في كارماذن ‏ في المملكة المتحدة.